# Centro Suroeste de Estados Unidos
El Centro Suroeste de Estados Unidos es una de las nueve divisiones de los Estados Unidos reconocidas por la Oficina del Censo de los Estados Unidos.
La división está formada por cuatro estadosː Oklahoma, Texas, Arkansas y Luisiana. Junto con la división Atlántico Sur de Estados Unidos (Delaware, Florida, Georgia, Maryland, Carolina del Norte, Carolina del Sur, Virginia, Virginia Occidental y el Distrito de Columbia) y la del Centro Sureste (Kentucky, Tennessee, Misisipi y Alabama) constituye la región Sur de Estados Unidos.

## Demografía
En el año 2013, los cuatro estados de esta división suman una población de 37 849 785 habitantes y cubren una área de 713 746 km². 
| Estado   | Censo de 2013 | Área    |
| -------- | ------------- | ------- |
| Arkansas | 2 949 131     | 53 179  |
| Luisiana | 4 601 893     | 51 843  |
| Oklahoma | 3 850 568     | 69 898  |
| Texas    | 26 448 193    | 268 581 |

|    | Ciudad                  | Población (2013) |
| -- | ----------------------- | ---------------- |
| 1  | Houston, Texas          | 2 195 914        |
| 2  | San Antonio, Texas      | 1 409 019        |
| 3  | Dallas, Texas           | 1 257 676        |
| 4  | Austin, Texas           | 885 400          |
| 5  | Fort Worth, Texas       | 792 727          |
| 6  | El Paso, Texas          | 674 433          |
| 7  | Oklahoma City, Oklahoma | 610 613          |
| 8  | Tulsa, Oklahoma         | 398 121          |
| 9  | Arlington, Texas        | 379 577          |
| 10 | Nueva Orleans, Luisiana | 378 715          |